# 究極パロディウス
『究極パロディウス』（きゅうきょくパロディウス）はコナミから1997年5月3日に発売された日本のドラマCD。
同社のパロディウスシリーズの第6作目。タイトルに『究極』と書いてある通り、パロディウスシリーズの真の最終作である。ストーリーとしてはオリジナルとなっている。

## 登場人物
ジャイル B クロス（声：安原義人）
本作の主人公で、パロディウス軍に新しく配属されてきた。ビックバイパーのパイロットで、他の所属メンバーが宇宙空間を生身で飛び回れることに驚く。
タコスケ（声：藤田淑子）

ペン太郎（声：野沢雅子）

あいつ（声：山口勝平）
独特の言語は、水中で台詞を言う形で表現されている。
まちる & もな（声：岩男潤子、小西寛子）
レースクイーン姿に身を包み、宇宙空間を飛ぶ。その理由については「後々語るかも」としていたが、続編がリリースされることはなかったため不明。
マンボウ（声：井上喜久子）

ミカエル

## スタッフ
- プロデューサー 福武茂
- ディレクター 池田考治
- アシスタントディレクター 村田周陽
- ドラマ監督・脚本  井出安軌
  - 演出 岩浪美和
  - 効果 佐々木純一
  - 音楽 コナミ矩形波倶楽部
  - 原案・監修 コナミ
- キャラクターデザイン Shuzilow.HA